# Anabasis ehrenbergii
Anabasis ehrenbergii Schweinf. ex Boiss. – gatunek rośliny z rodziny szarłatowatych (Amaranthaceae Juss.). Występuje naturalnie w środkowej i północnej części Somalii, Sudanie, Erytrei, Etiopii, Arabii Saudyjskiej oraz południowym Jemenie. 

## Morfologia
PokrójBylina przybierająca postać krzewu dorastająca do 50 cm wysokości. Pędy są zwisające, mniej lub bardziej zdrewniałe, ich roczny przyrost wynosi do 20 cm długości. Gałązki mają 10–45 cm długości.
LiścieMają odwrotnie jajowaty kształt. Mierzą 3 mm długości. Blaszka liściowa jest o tępym wierzchołku.
KwiatyPojedyncze, rozwijają się niemal na szczytach pędów. Działki kielicha mają podłużny kształt i dorastają do 2–3 mm długości.
OwoceNiełupki przybierające kształt pęcherzy, przez co sprawiają wrażenie jakby były napompowane. Mają jajowaty kształt i brązowożółtawą barwę, osiągają 2–3 mm długości, otoczone są przez 3 działki kielicha ze skrzydełkiem o barwie od żółtopomarańczowej do czerwonofioletowej.

## Biologia i ekologia
Rośnie na wybrzeżach, na piaszczystym podłożu, na terenach nizinnych. Występuje na wysokości do 30 m n.p.m.